# Hubertus (Messerhersteller)
Hubertus ist ein deutscher Hersteller von Schneidwaren mit Sitz in Solingen. 
Die Schwerpunkte des von der Gründerfamilie Ritter in dritter Generation geführten Unternehmens sind die Entwicklung, die Produktion und der weltweite Vertrieb von Messern für Jagd, Sport und Freizeit sowie von Rettungsmessern.

## Geschichte
Das Unternehmen wurde am 1. März 1932 von Kuno Ritter in Solingen-Gräfrath gegründet und konzentrierte sich zunächst auf die Herstellung von klassischen Fahrtenmessern.
In den Folgejahren wurden zusätzlich bayerische Stilettmesser, Bestecke, Haushalts- und Berufsmesser produziert. 
Als dritte Solinger Firma erhielt Kuno Ritter 1933 die Zulassung für die Produktion und Lieferung von „Fahrtenmessern und Dienstdolchen“. 
Kriegsbedingt erfolgte 1941 die Einstellung des Geschäftsbetriebs, 1946 erfolgte der Wiederbeginn der Messerfertigung.
1950 wurden mit dem Kauf des Solinger Handelshauses J. Albert Schmidt Nachf., das Kuno Ritter bereits seit Firmengründung mit Messern beliefert hatte, mehrere Wort- und Bildmarken übernommen, darunter auch die Marke Hubertus, des Schutzpatrons der Jäger. Die Firma verlagerte im selben Jahr von der Nümmener Str. 4 an den heutigen Produktionsstandort Wuppertaler Str. 147 und es erfolgte die Umfirmierung in Hubertus Schneidwarenfabrik Kuno Ritter KG. 
1961 erwarb Kuno Ritter die Stahlwarenfabrik Gebrüder Gräfrath in Solingen-Widdert und gliederte sie in die Hubertus Schneidwarenfabrik Kuno Ritter KG ein. Inzwischen wird Hubertus in dritter Generation geführt. Die Firma ist internationaler Rechteinhaber der seit dem Jahr 1899 für Schneidwaren eingetragenen Marke Hubertus.

## Produkte und Herstellung
Hubertus produziert am Standort Solingen Messer der Marke Hubertus und entwickelt und fertigt Schneidwaren unter der Bezeichnung „Countryline“ im europäischen Ausland.
Das Fertigungsprogramm umfasst traditionelle Jagdmesser wie Nicker, Hirschfänger und Saufänger sowie Sport- und Taschenmesser, bayerische Trachtenstiletts und Bestecke mit Hirschhorngriffen in bis zu 300 verschiedenen Varianten sowie seit 1997 Rettungsmesser.
Klassische mit Hebel betätigte Springmesser („Springer“) werden in vielfältigen Modellvarianten produziert und gelten insbesondere in den USA als Synonym für Hubertus-Messer.
Als Griffmaterialien verarbeitet Hubertus vorrangig Naturmaterial wie Hirschhorn, verschiedene Hölzer, Widderhorn (Big Horn), gefräste und gefärbte Büffelknochen, Perlmutt, Büffelhorn (Bunthorn) bis hin zu Elfenbein mit Scrimshaw-Verzierung. 
Limitierte Messerserien führte Hubertus zum 50. Firmenjubiläum 1982 ein.
Mit einem 1986 vorgestellten Jahresmesser mit Damaszenerstahl-Klinge begann eine zehnjährige Jahresmesser-Serie, limitiert auf 150 Exemplare pro Jahrgang.
1996 erfolgte die Entwicklung des patentrechtlich geschützten Hubertus Rescue Tool. 
Über 1800 Feuerwehren und Rettungsdienste weltweit nutzen inzwischen Hubertus-Rettungsmesser als Teil ihrer Schutzausrüstung. Das als Springmesser einhändig zu bedienende Hubertus Rescue Tool unterliegt als Werkzeug nicht dem Waffengesetz.
Im Rahmen von Auftragsfertigung produziert Hubertus auch für renommierte Solinger Messerhersteller Schneidwaren mit deren eigenen Markenzeichen.
Für den maritimen Bereich hat die Firma Hubertus in Zusammenarbeit mit der britischen Royal Yachting Association mit der RRK Race & Rescue Knife Serie Messer für den Notfall entwickelt und den Einsatz bei Seglern der britischen Olympiamannschaft ermöglicht.

## Auszeichnungen
1997 Auszeichnung des Hubertus Rettungsmessers Rescue Tool durch die Technologiezentren Wuppertal-Remscheid -Solingen als „herausragende Innovation“, 1998 durch das Fachmagazin VISIER als „Volltreffer 1997“.
Anlässlich der Ausstellung „Wild und Hund 2011“ Auszeichnung mit dem „Goldenen Keiler“ des Fachmagazins Jäger für ein feststehendes Jagdmesser der „Countryline“-Serie.